# Insa Tietjen

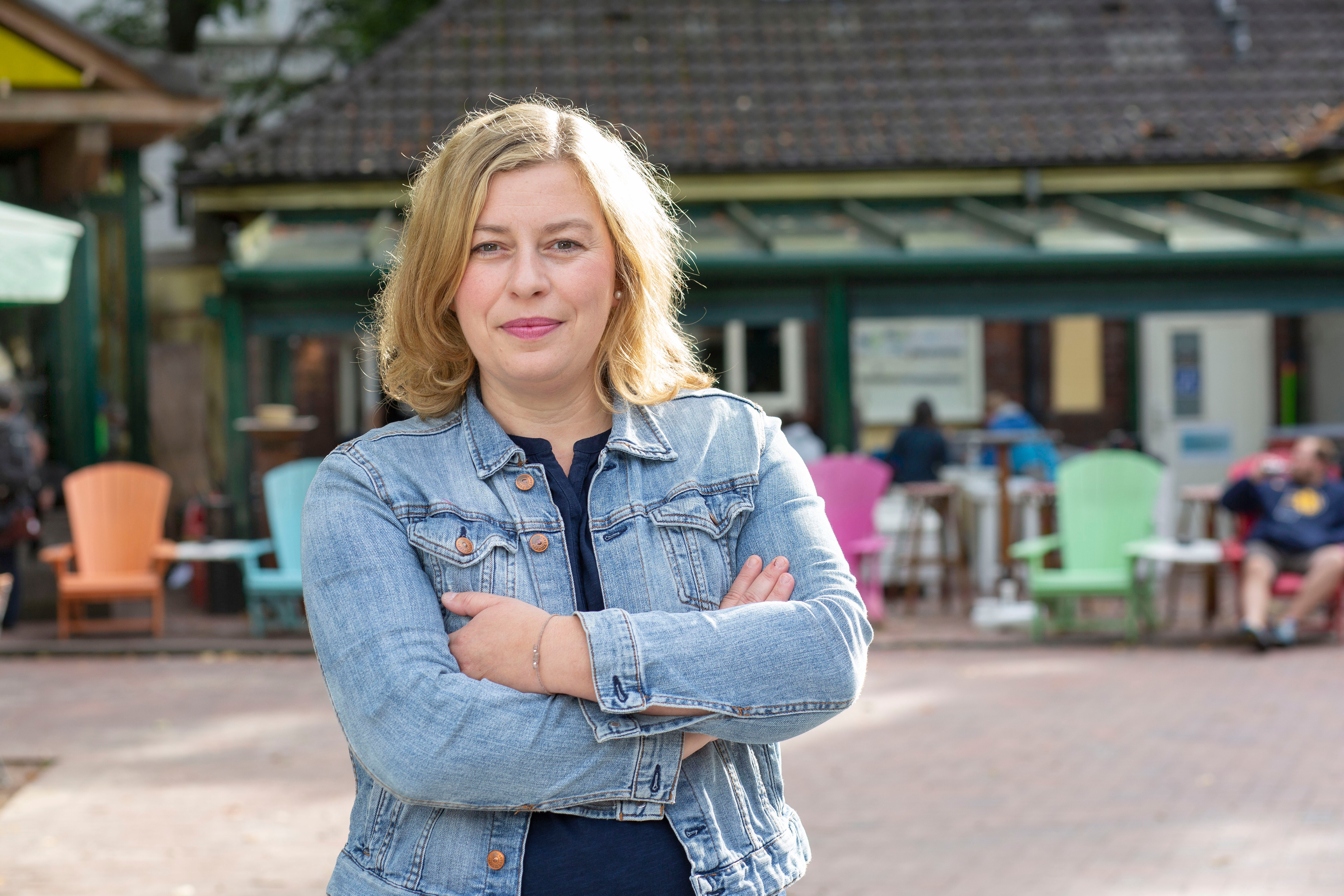
Insa Tietjen (2021)

Insa Tietjen (* 13. Februar 1979 in Bremervörde) ist eine deutsche Politikerin (Die Linke).

## Leben
Tietjen ist als Lehrerin tätig. Sie trat 2019 in Die Linke ein. Bei der Bürgerschaftswahl in Hamburg 2020 erhielt sie ein Wahlkreismandat im Wahlkreis Stellingen – Eimsbüttel-West. Bei der Bürgerschaftswahl 2025 kandidierte sie nicht erneut.